# La jefa del campeón
La jefa del campeón é uma telenovela mexicana produzida por Roberto Gómez Fernández para a Televisa e exibida pelo Las Estrellas de 11 de junho a 02 de setembro de 2018, substituindo Hijas de la luna e sendo substituída por Like, la leyenda.
É uma adaptação da telenovela colombiana La mamá del 10 produzida em 2018.
Protagonizada por África Zavala, Carlos Ferro e Enrique Arrizon e antagonizada por Claudia Ramírez, Marisol del Olmo e Alberto Agnesi  e com atuações estelares de Vanessa Bauche, Alejandra Robles Gil, Dagoberto Gama, José Carlos Rodríguez, Axel Ricco e o primeiro ator Édgar Vivar.

## Sinopse
Tita Menchaca é uma mulher de recursos limitados, determinada e muito comprometida em seguir em frente com seus filhos; Rey e Fabiola. Quando ela foi abandonada por seu marido Waldo, ela se mudou para a capital para reorganizar sua vida como mãe solteira. Com o passar do tempo e da esperança, seu filho Rey, sonha em ser um dos melhores jogadores de futebol do país, o que leva Tita a fazer todo o possível para ajudá-lo a realizar seu sonho. Mas será um ótimo caminho a percorrer.
Uma história inspiradora, de aprimoramento pessoal, de diferentes maneiras de ver a relação de uma mãe preocupada com o bem-estar de seu filho e incentivando-a a alcançar seus objetivos.

## Elenco
- África Zavala - Renata "Tita" Menchaca
- Carlos Ferro - Daniel "la Bomba Rodríguez"
- Enrique Arrizon - Reynaldo "Rey" Bravo Menchaca[4]
- Vanessa Bauche - Martina Morales
- Dagoberto Gama - Bonifacio Durán "El Coronel"
- José Carlos Rodríguez - Sergio Coyote
- Claudia Ramírez - Nadia Padilla de Linares
- Marisol del Olmo - Salomé Salas
- Alejandra Robles Gil - Fabiola Bravo Méndez
- Axel Ricco - Froylán Ávila
- Raúl Coronado - Delfino Zamora
- Gema Garoa - Genoveva Tovar "Beba"
- Lalo Palacios - Gonzalo "Gonzo" Coyote Núñez
- Joshua Gutiérrez - Matías Sandoval Rosas
- Fernanda Urdapilleta - Valeria Linares Padilla
- Zaide Silvia Gutiérrez - Sara Ortiz
- Christian Ramos - Joel Salamilla
- Gina Pedret - Inés Núñez
- Sofía Campomanes - Frida Ávila Salas
- Adalberto Parra - Macario Mendieta "El Chino"
- Édgar Vivar - Pedro Menchaca
- Alberto Agnesi - Waldo Bravo
- Héctor Kotsifakis - Dante Chimal
- Luis Gatica - Emiliano Linares
- Andrea Guerrero - Maika Linares Padilla
- Victoria Viera - Valeria Linares Padilla (niña)
- Johanna Zarzar - Frida Ávila Salas (niña)
- Luca Valentini - Reynaldo "Rey" Bravo Menchaca (niño)
- Shaula Ponce de León - Fabiola Bravo Méndez (niña)
- Rodrigo Virago - Arzenio
- David Caro Levy - Enrique "Quique" Martínez
- Marcela Ruiz Esparza - Karina Vidal
- Patricia Martínez - Malena Rosas "Male"
- Andrés Real - Enrique "Quique" Martínez (niño)
- Ricardo Zertuche - Gonzalo "Gonzo" Coyote Núñez (niño)
- Mario Zaragoza - Arnulfo Ramírez
- Sherlyn Zukerman - Maika Linares Padilla (joven)
- Luis Zepeda
- Luis Felipe Montoya
- Eduardo Cass
- Quetzali Cortés - Celso

## Produção
As gravações começaram em 23 de abril de 2018.

## Audiência
| Horário             | # Eps. | Estreia             | Estreia           | Final                 | Final           | Posição | Temporada | Classificação geral |
| Horário             | # Eps. | Data                | Primeiro capítulo | Data                  | Último capítulo | Posição | Temporada | Classificação geral |
| ------------------- | ------ | ------------------- | ----------------- | --------------------- | --------------- | ------- | --------- | ------------------- |
| Segunda—Sexta 18h30 | 61     | 11 de junho de 2018 | 2.6               | 2 de setembro de 2018 | 2.3             | #1      | 2018      | 2.40                |